# Ralph Röber

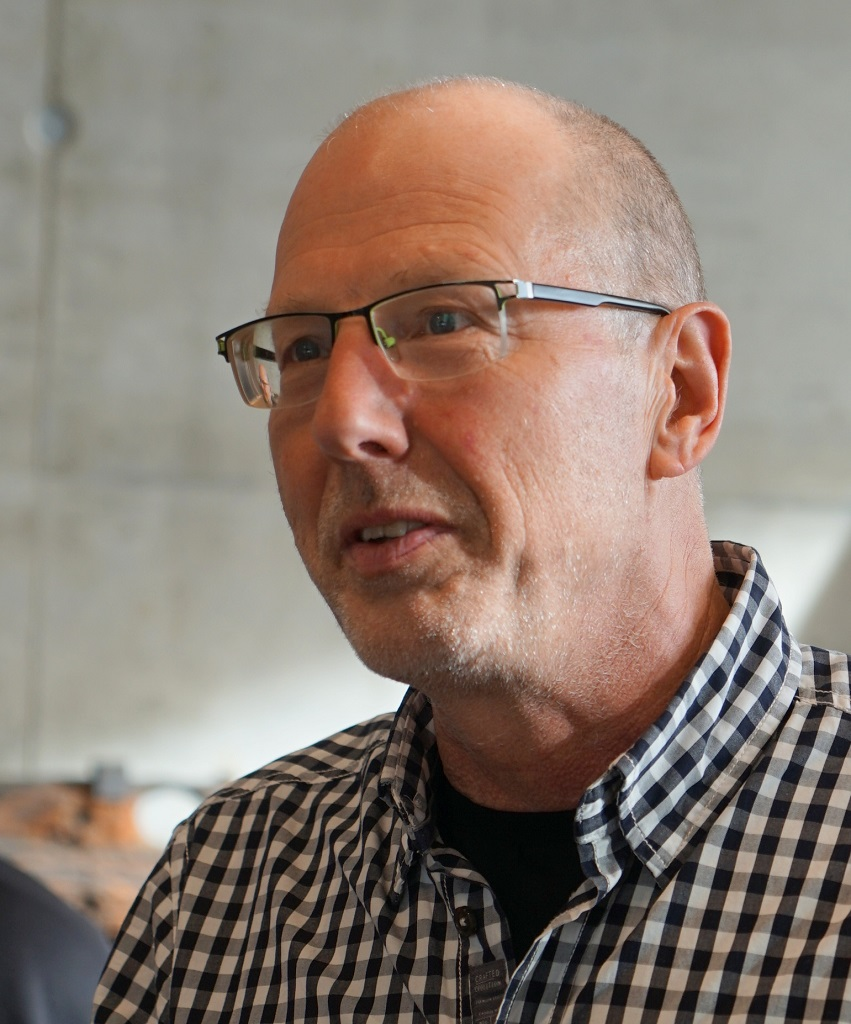
Ralph Röber, 2024

Ralph Röber (* 1959 in Bad Pyrmont) ist ein deutscher Mittelalter- und Neuzeitarchäologe.

## Leben
Ralph Röber studierte Ur- und Frühgeschichte, Alte und Mittlere Geschichte sowie Volkskunde an der Universität Münster und wurde dort 1987 bei Torsten Capelle mit einer Dissertation über „Die frühmittelalterliche Keramik aus Warendorf“ promoviert.
Von 1988 bis 1989 war Röber wissenschaftlicher Mitarbeiter am Westfälischen Museum für Archäologie – Fachreferat Mittelalter mit der Aufgabe das keramische Material des Klosters tom Roden bei Höxter zu publizieren. Im Anschluss war er bis 1991 in derselben Institution als wissenschaftlicher Volontär tätig und leitete in dieser Funktion Notbergungen und Grabungen in Westfalen.
Seit Juli 1991 ist er Konservator für Mittelalter und Frühe Neuzeit am Archäologischen Landesmuseum Baden-Württemberg in Konstanz. In dieser Eigenschaft betreute er seit 1995 im Auftrag des Landesdenkmalamtes Baden-Württemberg Grabungen im Stadtgebiet von Konstanz, von 2000 bis 2012 war er in Nebentätigkeit Leiter der Arbeitsstelle Konstanz des Landesdenkmalamtes. Aus diesen Tätigkeiten entwickelte sich ein von ihm geleitetes Forschungsprojekt mit dem Ziel, das Potential aktueller Konstanzer Grabungen deutlich zu machen. Es endete nach 20 Jahren mit der Herausgabe eines Sammelbands zur Grabung Obere Augustinergasse und einem abschließenden resümierenden Überblick. Ein Fokus lag auf der Vernetzung mit anderen Disziplinen wie den verschiedenen Geschichtswissenschaften, Bauforschung, Botanik, Osteologie, Anthropologie, Bodenkunde und Numismatik. Sie entstand aus der Überzeugung, dass nur eine interdisziplinäre Herangehensweise zu weiterführenden Ergebnissen führen kann. Insgesamt ist aus den Händen diverser Autoren eine dreistellige Anzahl von Publikationen entstanden, dazu zählen auch Abschlussarbeiten an der Eberhard-Karls-Universität Tübingen, der Universität Konstanz und der Albert-Ludwigs-Universität Freiburg im Breisgau.
1997 trug er einem seiner wissenschaftlichen Schwerpunkte Rechnung und gründete den internationalen Arbeitskreis zur archäologischen Erforschung des mittelalterlichen Handwerks, dessen Leiter er bis 2023 war. Dieser hat unter seiner Ägide mittlerweile 19 mal getagt, etliche Tagungen konnten publiziert werden.
Im Jahr 2000 wurde parallel zur Eröffnung einer Abteilung zur Schifffahrt im Archäologischen Landesmuseum ein wissenschaftliches Projekt zur frühen Schifffahrt in Südwestdeutschland abgeschlossen.
Von 2005 bis 2017 war Röber im Vorstand der Deutschen Gesellschaft für Archäologie des Mittelalters und der Neuzeit. Darüber hinaus war er Mitorganisator der interdisziplinären Tagung „Wandel der Stadt um 1200. Die bauliche und gesellschaftliche Transformation der Stadt im Hochmittelalter“, die 2011 in Esslingen abgehalten wurde. 2023 hat er zusammen mit den Historikern Fabio Crivellari und Harald Derschka ein zweitägiges interdisziplinäres Kolloquium unter dem Titel „Wetter im Wandel? Zur Klimageschichte des Bodenseeraumes“ organisiert.
Einem neueren Forschungsfeld trug er mit der Ausstellung „GlasKlar – Archäologie eines kostbaren Werkstoffes“ Rechnung, zu der ein umfangreicher Überblick über den Forschungsstand in Baden-Württemberg als Begleitband erschien. In der Folge konnten zusammen mit Bertram Jenisch und Jonathan Scheschkewitz die Beiträge von zwei Tagungen zu mittelalterlichem und neuzeitlichem Glas, 2014 in Konstanz und 2016 in Baiersbronn, vorgelegt werden. Sein jüngstes Projekt war eine Ausstellung über das Zusammenleben von Juden und Christen in der Bodenseeregion, das von Dorothea Weltecke, damals Lehrstuhl für vergleichende Religionswissenschaft an der Universität Konstanz, angeregt und gemeinsam mit ihm geleitet worden war.
Röber gab 1994 und 1995 Lehrveranstaltungen an der Universität Konstanz, seit 1998 ist er an der Universität Tübingen in der Lehre tätig, 2005 wurde er dort zum Honorarprofessor ernannt. Er ist Gutachter für die Studienstiftung des deutschen Volkes, das Bundesministerium für Wissenschaft und Forschung sowie die Deutsche Forschungsgemeinschaft.
Röber hat zu fast allen Bereichen der mittelalterlich-frühneuzeitlichen Sachkultur publiziert. Daneben liegen Schwerpunkte auf der Archäologie des Handwerks sowie auf der Erforschung der mittelalterlichen Stadt. Sein besonderes Interesse fanden auch immer methodische Fragestellungen.

## Veröffentlichungen
- Die Bedeutung von Münzfunden für die Datierung mittelalterlicher Keramik. In: T. Albrecht/A. Sander-Berke (Hrsg.): Festschrift für Peter Berghaus (Münster 1989) 107–113.
- Die Spinnwirtel der spätsächsischen Siedlung Warendorf, Kr. Warendorf. Zugleich ein Beitrag zur Rolle der Spinnwirtel in Tracht und Totenbrauchtum in Nordwestdeutschland und den rechtsrheinischen Niederlanden. In: Ausgrabungen und Funde in Westfalen-Lippe 6b, 1991, 1–21.
- Archäologische Untersuchungen zu Schloß Horst – Vorbericht über die Ausgrabungssaison 1990. In: Beiträge zur Renaissance zwischen 1520 und 1570. Materialien zur Kunst- und Kulturgeschichte in Nord- und Westdeutschland Bd. 2 (Marburg 1991) 61–76.
- mit E. Alshut, U. Reinke u. B. Sigrist: Schloß Horst, Gelsenkirchen. In: Im Wandel der Zeit. 100 Jahre Westfälisches Amt für Denkmalpflege (Münster 1992) 133–188.
- mit P. Glüsing: Funde von der Wildburg und der Brunsburg. Ein Beitrag zur mittelalterlichen Keramikchronologie im Oberweserraum. In: Nachrichten aus Niedersachsens Urgeschichte 61, 1992, 135–156.
- Kloster tom Roden: Das Fundmaterial und seine Aussagen zur Ausstattung der Anlage und zur Lebensweise ihrer Bewohner. In: Westfalen. Hefte für Geschichte, Kunst und Volkskunde Bd. 70, 1992, 143–181.
- mit C. Kneppe und C. Syndikus, Beiträge zur Architektur mittelalterlicher Kirchen im Sauer- und Siegerland. In: Westfalen. Hefte für Geschichte, Kunst und Volkskunde 70, 1992, 42–92.
- mit B. Theune-Großkopf, Geweih, Knochen, Elfenbein im kultisch-christlichen Bereich. In: „Knochenarbeit“. Artefakte aus tierischen Rohstoffen im Wandel der Zeit. Archäologische Informationen aus Baden-Württemberg 27 (Stuttgart 1994) 99–109.
- Das Mittelalter: Hauswerk, Handwerk, Hohe Kunst. In: „Knochenarbeit“. Artefakte aus tierischen Rohstoffen im Wandel der Zeit. Archäologische Informationen aus Baden-Württemberg 27 (Stuttgart 1994) 110–120.
- Artefakte aus Knochen und Geweih. In: Die Latrine des Augustinereremiten-Klosters in Freiburg im Breisgau. Materialhefte zur Archäologie in Baden-Württemberg 31 (Stuttgart 1995) 329–334.
- Zur Verarbeitung von Knochen und Geweih im mittelalterlichen Südwestdeutschland. In: Fundberichte aus Baden-Württemberg 20, 1995, 885–944.
- Tonpfeifen aus Konstanz. In: Knasterkopf. Mitteilungen für Freunde irdener Pfeifen 8, 1996, 1–44.
- mit, B. Nagel, P. Oelze, Heilige vom Hinterhof. In: Glaube, Kunst und Spiel. ALManach 1 zusammengestellt von R. Röber (Stuttgart 1996) 18–140.
- Studien zur Ofenkeramik der Töpferei Vogler (ca. 1650–1683). In: Fundberichte aus Baden-Württemberg 21, 1996, 579–618.
- Zur Topographie des Handwerks in der mittelalterlichen Stadt. In: ALManach 4, Von Schmieden, Würflern und Schreinern, zusammengestellt von Ralph Röber, Stuttgart 1999, 9–42.
- Zu Füßen des Bischofs. In: Im Schatten des Münsters, Geschichte eines Quartiers im Zentrum der Konstanzer Altstadt (Konstanz 1999) 19–31.
- Tonpfeifen des 17. und 18. Jahrhunderts aus Breisach, Freiburg und Konstanz. Zum Forschungsstand im südlichen Südwestdeutschland. In: M. Schmaedecke (Hrsg.), Tonpfeifen in der Schweiz. Beiträge zum Kolloquium über Tabakpfeifen aus Ton in Liestal am 26.3.1998. Archäologie und Museum Bd. 40 (Liestal 1999) 39–50.
- mit einem Beitrag von P. Oelze, Spätmittelalterliche und frühneuzeitliche Ofenkacheln aus dem Kreis und der Stadt Konstanz. In: Fundberichte aus Baden-Württemberg 22,1, 1999, 803–851.
- Viele Kaiser und ein Fürst – Die Kaisermedaillons von Schloß Horst in Gelsenkirchen. In: Schweizer Münzblätter Heft 194, 1999, 31–39.
- mit U. Trepkas, Archäologische und historische Quellen zum städtischen Werkhof in Konstanz. In: Schriften des Vereins für Geschichte des Bodensees und seiner Umgebung 117, 1999, 33–56.
- Konstanz und seine Häfen. Standort und Infrastruktur von der Antike bis in das 19. Jahrhundert. In: ALManach 5/6, Einbaum, Lastensegler, Dampfschiff. Frühe Schifffahrt in Südwestdeutschland, zusgest. von R. Röber (Stuttgart 2000) 185–214.
- mit U. Trepkas, Konstanz „Am Gries“. Zur Entstehung und Bevölkerung eines Stadtviertels am Rand des Sees. In: Schriften des Vereins für Geschichte des Bodensees und seiner Umgebung 119, 2001, 1–58.
- Öfen und Feuerstellen in Handwerk und Gewerbe- mittelalterliche Realität und archäologischer Befund. In: Mittelalterliche Öfen und Feuerungsanlagen. Beiträge des 3. Kolloquiums des Arbeitskreises zur archäologischen Erforschung des mittelalterlichen Handwerks zusammengestellt von R. Röber. Materialhefte zur Archäologie in Baden-Württemberg 62 (Stuttgart 2002) 9–26.
- In Abhängigkeit des Bischofs? Buntmetallhandwerker am Fuß des Konstanzer Münsterhügels. In: Mittelalterliche Öfen und Feuerungsanlagen. Beiträge des 3. Kolloquiums des Arbeitskreises zur archäologischen Erforschung des mittelalterlichen Handwerks zusammengestellt von R. Röber. Materialhefte zur Archäologie in Baden-Württemberg 62 (Stuttgart 2002) 55–86.
- Warentransport im Bodenseeraum in Mittelalter und früher Neuzeit. In: Hegau, Zeitschrift für Geschichte, Volkskunde und Naturgeschichte des Gebietes zwischen Rhein, Donau und Bodensee 59, 2002, 29–42.
- Tönerne Tabakspfeifen von der Liegenschaft Salzstraße 22 in Freiburg. In: F. Galioto u. a., Das Haus “Zum roten Basler Stab” (Salzstraße 20) in Freiburg im Breisgau (Stuttgart 2002) 607–618.
- Urbs praeclara Constantia – das ottonisch-frühsalische Konstanz. In: S. Lorenz, B. Scholkmann (Hrsg.), Schwaben vor 1000 Jahren (Filderstadt 2002) 162–193.
- Das mittelalterliche Schmiedehandwerk – eine Einführung. In: W. Melzer (Hrsg.), Schmiedehandwerk in Mittelalter und Neuzeit. Beiträge des 6. Kolloquiums des Arbeitskreises zur archäologischen Erforschung des mittelalterlichen Handwerks. Soester Beiträge zur Archäologie Bd. 5 (Soest 2004) 9-10.
- Schlagmarkierungen auf mittelalterlichen Schmiedeobjekten – ein Beitrag zum Aussagepotential gewerblicher Zeichen. In: W. Melzer (Hrsg.), Schmiedehandwerk in Mittelalter und Neuzeit. Beiträge des 6. Kolloquiums des Arbeitskreises zur archäologischen Erforschung des mittelalterlichen Handwerks. Soester Beiträge zur Archäologie Bd. 5 (Soest 2004) 139–162.
- Vorstadt und Gewerbe: Das Fallbeispiel Konstanz-Stadelhofen. In: H. Eilbracht u. a. (Hrsg.), Itinera Archaeologica. Vom Neolithikum bis in die frühe Neuzeit. Festschrift T. Capelle. Internationale Archäologie Studia honoraria Bd. 22 (Rahden 2005) 231–245.
- mit Frank Löbbecke u. J. Pfrommer, Bauen auf unsicherem Grund – Fundamentierungstechniken am Fallbeispiel Konstanz. In: W. Melzer (Hrsg.), Mittelalterarchäologie und Bauhandwerk. Beiträge des 8. Kolloquiums des Arbeitskreises zur archäologischen Erforschung des mittelalterlichen Handwerks. Soester Beiträge zur Archäologie Bd. 6 (Soest 2005) 33–78.
- Von der spätrömischen Festung zum frühmittelalterlichen Bischofssitz: Konstanz am Bodensee. In: Kontinuität und Diskontinuität im archäologischen Befund. Mitteilungen der deutschen Gesellschaft für Archäologie des Mittelalters und der Neuzeit 17, 2006, 13–18.
- Mittelalterliches Handwerk in Konstanz (Bodensee) unter besonderer Berücksichtigung der Gewerbetopographie. In: M. Gläser (Hrsg.), Lübecker Kolloquium zur Stadtarchäologie im Hanseraum V: Das Handwerk (Lübeck 2006), 331–346.
- mit J. Klöckler, Zur Entwicklung des Konstanzer Marktwesens im Mittelalter. In: Zeitschrift für Archäologie des Mittelalters 34, 2006. 249–272.
- Innovation und Spezialisierung im mittelalterlichen Schmiedehandwerk – Ein Diskussionsbeitrag aus archäologischer Perspektive. In: Zeitschrift für Archäologie des Mittelalters 34, 2006, 47–62.
- Markt und Handwerk. Quellenkritische und forschungsgeschichtliche Betrachtungen. In: Zeitschrift für Archäologie des Mittelalters 34, 2006, 147–151.
- mit Frank Löbbecke,  Die archäologischen und bauhistorischen Untersuchungen im ehemaligen Konstanzer Augustinereremitenkloster. In: Dreifaltigkeitskirche Konstanz. Kulturdenkmale in Baden-Württemberg Heft 6, Esslingen 2007, 12–25.
- Das mittelalterliche Schmiedehandwerk – Quellensituation und Forschungsstand. In: W. Melzer (Hrsg.), Archäologie und mittelalterliches Handwerk – Eine Standortbestimmung. Beiträge des 10. Kolloquiums des Arbeitskreises zur archäologischen Erforschung des mittelalterlichen Handwerks. Soester Beiträge zur Archäologie Bd. 9, Soest 2008, 97–127.
- mit E. Jordan-Fahrbach, A. Rast-Eicher: Kalkleiche und Stollentruhe. Ausgewählte Funde aus der Grabung Konstanz, Augustinereremitenkirche. In: Stratigraphie und Gefüge. Beiträge zur Archäologie des Mittelalters und der Neuzeit und zur historischen Bauforschung. Festschrift H. Schäfer. Forschungen und Berichte der Archäologie des Mittelalters in Baden-Württemberg Bd. 28, Stuttgart 2008, 169–180.
- Luxus im spätmittelalterlichen Konstanz: Die Aussage archäologischer, schriftlicher und baulicher Quellen. In: Lübecker Kolloquium zur Stadtarchäologie im Hanseraum VI: Luxus und Lifestyle, hrsg. v. Manfred Gläser (Lübeck 2008) 419–436.
- Innovation in Technik und Gewerbe. Langsame Entwicklung oder Quantensprung. In: B. Scholkmann u. a. (Hrsg.), Zwischen Tradition und Wandel. Archäologie des 15. und 16. Jahrhunderts. Tübinger Forschungen zur historischen Archäologie Bd. 3. Büchenbach 2009, 171–179.
- mit J. Heiligmann,  Römischer Strand und frühmittelalterliche Bischofsburg. Die Grabung 1995 in der Hofhalde 8 in Konstanz. In: J. Biel, J. Heiligmann, D. Krausse (Hrsg.), Landesarchäologie. Festschrift für Dieter Planck zum 65. Geburtstag. Forschungen und Berichte zur Vor- und Frühgeschichte in Baden-Württemberg Bd. 100. Stuttgart 2009, 603–626.
- Der Wirtschaftstrakt des Klosters Petershausen im Spiegel der archäologischen Untersuchungen 2002 und 2003. In: Kloster, Dorf und Vorstadt Petershausen: archäologische, historische und anthropologische Untersuchungen, zusammengestellt von R. Röber. Forschungen und Berichte zur Archäologie des Mittelalters in Baden-Württemberg 30. Stuttgart 2009, S. 211–234.
- Archäologische Erkenntnisse zum Baubestand von Kirche und Klaustrum. In: Kloster, Dorf und Vorstadt Petershausen: archäologische, historische und anthropologische Untersuchungen, zusammengestellt von R. Röber. Forschungen und Berichte zur Archäologie des Mittelalters in Baden-Württemberg 30. Stuttgart 2009, S. 69–100.
- Zwischen Antike und Mittelalter. Thesen zur Ausgestaltung und räumlichen Entwicklung ausgewählter Bischofsitze an Rhein und Donau. In: U. Gross u. a. (Hrsg.), Frühe Pfalzen – Frühe Städte. Neue Forschungen zu zentralen Orten des Früh- und Hochmittelalters in Süddeutschland und der Nordschweiz. Archäologische Informationen aus Baden-Württemberg Heft 58. Stuttgart 2009, S. 103–136.
- Historische Ansichten als Quelle zur Rekonstruktion von Baubefunden – Hilfsmittel oder Illusion? Das Beispiel Kloster Petershausen. In: Befund und Rekonstruktion. Mitteilungen der Deutschen Gesellschaft für Archäologie des Mittelalters und der Neuzeit 22, 2010, S. 101–110.
- mit Frank Löbbecke, Vom spätantiken Kastell zur neuzeitlichen Schanze: Das Befestigungswesen der Stadt Konstanz. In: M. Gläser (Hrsg.), Lübecker Kolloquium zur Stadtarchäologie im Hanseraum VII: Die Befestigungen. Lübeck 2010, S. 493–516.
- mit J. Heiligmann, Im See – am See. Archäologie in Konstanz. Friedberg 2011.
- mit Frank Löbbecke, Zwischen Schutz und Repräsentation. Zum Stand der Erforschung der mittelalterlichen und neuzeitlichen Konstanzer Stadtbefestigungen. In: Schriften des Vereins für Geschichte des Bodensees und seiner Umgebung 129, 2011, S. 3–38.
- Konstanz um 1200 – Strukturwandel oder Kontinuität: eine siedlungsgeografisch-baugeschichtliche Studie. In: K. Igel, M. Jansen, R. Röber, J. Scheschkewitz (Hrsg.), Wandel der Stadt um 1200. Die bauliche und gesellschaftliche Transformation der Stadt im Hochmittelalter. Materialhefte zur Archäologie in Baden-Württemberg Heft 96, Stuttgart 2013, 333–358.
- Spätantike Voraussetzungen und die älteste Bischofskirche. In: U. Laule (Hrsg.), Das Konstanzer Münster Unserer Lieben Frau. 1000 Jahre Kathedrale – 200 Jahre Pfarrkirche. Regensburg 2013. 18–21.
- mit D. Bibby, Der Untere Münsterfriedhof. In: U. Laule (Hrsg.), Das Konstanzer Münster Unserer Lieben Frau. 1000 Jahre Kathedrale – 200 Jahre Pfarrkirche. Regensburg 2013, 395–399.
- Zur inneren Sicherheit im frühen und hohen Mittelalter – ein archäologische Fallstudie zur Verwendung von Schloss und Schlüssel. In: A. Falk, U. Müller und M. Schneider (Hrsg.), Lübeck und der Hanseraum. Beiträge zu Archäologie und Kulturgeschichte. Festschrift für Manfred Gläser. Lübeck 2014, 559–572.
- Konstanz im 10. Jahrhundert – Zwischen Roma secunda und Ungarnsturm. In: Ch. A. Kleinjung/S. Albrecht (Hrsg.), Das lange 10. Jahrhundert. Struktureller Wandel zwischen Zentralisierung und Fragmentierung, äußerem Druck und innerer Krise. RGZM-Tagungen Bd. 19. Mainz 2014, 203–223.
- Glasbläser, Glaser, Glasmaler – Innovation und Tradition im Handwerk. In: GlasKlar. Archäologie eines kostbaren Werkstoffes in Südwestdeutschland, zusammengestellt von Ralph Röber, Friedberg 2015, 60–67.
- Auf der Tafel und im Vorratsschrank – Wandel in Form und Design. In:  GlasKlar. Archäologie eines kostbaren Werkstoffes in Südwestdeutschland, zusammengestellt von Ralph Röber, Friedberg 2015, 82–91.
- „Wer trübe Fenster hat, dem erscheint alles grau“. Fensterverglasung im Mittelalter. In: GlasKlar. Archäologie eines kostbaren Werkstoffes in Südwestdeutschland, zusammengestellt von Ralph Röber, Friedberg 2015, 206–209.
- Nicht nur für Tote – Reliquiengläser, Grabkelche und ein gläserner Christus. In: GlasKlar. Archäologie eines kostbaren Werkstoffes in Südwestdeutschland, zusammengestellt von Ralph Röber, Friedberg 2015, 220–222.
- Die Belastung von Boden und Wasser in der mittelalterlichen Stadt: Einzelfall oder Paradigma. In: Ressourcen. Mitteilungen der Deutschen Gesellschaft für Archäologie des Mittelalters und der Neuzeit 29, 2016, 21–36.
- Konstanz: Bischofs- und Bürgerstadt in schriftlichen Quellen und archäologischem Befund. In: M. Gläser/M. Schneider (Hrsg.), Lübecker Kolloquium zur Stadtarchäologie im Hanseraum X: Vorbesiedlung, Gründung und Entwicklung. Lübeck 2016, 385–394.
- Keramik und Glas als Medium heraldischer Tierdarstellungen. Beispiele aus Südwestdeutschland. In: Vera Brieske, A. Dickers, M. M. Rind (Hrsg.), Tiere und Tierdarstellungen in der Archäologie. Beiträge zum Kolloquium in Gedenken an Torsten Capelle, 30.–31. Oktober 2015 in Herne. Veröffentlichungen der Altertumskommission für Westfalen Bd. 22. Münster 2017, 389–402.
- Adler, Löwe, Bandschlinge – gestempelte Fußbodenfliesen aus dem Konstanzer Boden. In: C. Rinne, J. Reinhard, E. Roth Heege, S. Teuber (Hrsg.), Vom Bodenfund zum Buch. Archäologie durch die Zeiten, Festschrift für Andreas Heege. Historische Archäologie Sonderband 2017. Bonn 2017, 429–449.
- Die renaissancezeitliche Fensterverglasung von Schloss Horst, Gelsenkirchen. In: Ausgrabungen und Funde in Westfalen-Lippe Bd. 13, 2017, 345–364.
- Zwischen Überfluss und Mangel: Wasserversorgung im mittelalterlichen Konstanz. In: W. Melzer (Hrsg.), Lebensmittel im Mittelalter und in der frühen Neuzeit: Erzeugung, Verarbeitung, Versorgung. Beiträge des 16. Kolloquiums zur archäologischen Erforschung des mittelalterlichen Handwerks. Soester Beiträge zur Archäologie 15. Soest 2018, 53–70.
- Sehen und Gesehen werden– eine Detailstudie zur Fensterverglasung im mittelalterlichen Bürgerhaus. In: M. Kemkes, P. Rau, R. Röber u. a. (Hrsg.), Ob res prospere gestas – wegen erfolgreich ausgeführter Taten. Festschrift für Jörg Heiligmann. Friedberg 2018, 222–235.
- Der ewige Nuppenbecher – archäologische und bildliche Datierungen im Vergleich. In: G. Dethlefs/W. Kramer/C. Leiber/H. Wessling (Hrsg.), Grabung – Forschung – Vermittlung. Gedenkschrift für Peter Steppuhn. Wuppertal 2019, 108-123.
- mit H. Derschka, Die hochmittelalterlichen Aufschüttungen an der Seeseite der Stadt Konstanz – archäologische und rechtsgeschichtliche Aspekte. Mitteilungen der Deutschen Gesellschaft für Archäologie des Mittelalters und der Neuzeit 33, 2020, 29-36.
- Hohl- und Flachglas aus einer frühneuzeitlichen Erfurter Latrine. Neue Ausgrabungen und Funde in Thüringen 10, 2018/2019, 121-151.
- Der anonyme Handwerker oder Werbung am Werk. In: J. Ricken (Hrsg.), Archäologie in Soest und anderswo. Festschrift für Walter Melzer. Soester Beiträge zur Archäologie Bd. 17. Soest 2021, 191-202.
- Bauer, Ackerbürger, Städter – agrarökonomische Evidenz in der Stadt des Mittelalters. Mitteilungen der Deutschen Gesellschaft für Archäologie des Mittelalters und der Neuzeit 34, 2021, 9-20.
- Ein umfangreiches Glasinventar aus einer Ulmer Latrine. In: B. Jenisch, R. Röber, J. Scheschkewitz (Hrsg.), Glaswerk. Beiträge zur Erforschung von Glas und Glashütten. Forschungen und Berichte zur Archäologie in Baden-Württemberg Bd. 23. Wiesbaden 2022. 229-274.
- mit J. Volck und A. Zimmermann, Biertrinker im Weinparadies: Ein Glaskomplex der frühen Neuzeit vom Grundstück Marktstätte 13 in Konstanz. In: B. Jenisch, R. Röber, J. Scheschkewitz (Hrsg.), Glaswerk. Beiträge zur Erforschung von Glas und Glashütten. Forschungen und Berichte zur Archäologie in Baden-Württemberg Bd. 23. Wiesbaden 2022. 307-324.